# Garrett Wang
Garrett Wang (Riverside, 15 de dezembro de 1968) é um ator estadunidense, conhecido pelo personagem Harry Kim na série de televisão Star Trek: Voyager.